# 辛锐
辛锐（1918年—1941年12月17日），原名辛树荷，山东省章丘县（今济南市章丘区）人，1941年在与侵华日军战斗时牺牲，时任山东姊妹剧团团长。

## 生平
1918年，辛锐出生于山东省章丘县辛寨乡辛寨村（现济南市章丘区刁镇辛二村），祖父是益都师范学校校长辛铸九，父亲是辛葭舟。1928年，辛锐随时任山东省参议员的祖父辛铸九移居济南，在大明湖畔定居，随济南名画家黄固源学画。辛锐早年曾就读于济南正谊中学。1933年，长城抗战爆发，全国各地兴起救亡捐献活动，辛铸九在济南民众教育馆为辛锐举办画展，将义卖所得捐赠给抗日将士和东北流亡同胞。
1937年，七七事变爆发后，侵华日军逼近济南。8月底，辛锐随父亲辛葭舟离开济南，几经辗转后到达滕县桑村镇。侵华日军占据滕县后，辛氏一家参加八路军，辛锐曾担任中共中央山东分局秘书、山东省妇联秘书等职。辛锐随部队到沂水县后，到山东抗日军政干校第二期妇女队学习。期间参与了中共山东省委机关报《大众日报》的筹建工作，《大众日报》“创刊号”上的毛泽东木刻像就是由辛锐创作。1939年，辛锐在党校学习期间，与时任副校长陈明结识，后两人成婚。婚后第三天，辛锐到中共中央山东分局筹建的姊妹剧团任团长。辛锐在剧团工作期间，负责编写剧本、担任导演，并登台演出，剧团表演的话剧《雷雨》、《李秀成之死》、《血路》等深受当地军民欢迎。
1941年11月，侵华日军对沂蒙山区进行“大扫荡”，当时已有身孕5个月的辛锐与部分人员在大青山的大崮一带隐蔽。11月30日拂晓，中共中央山东分局和山东省战时工作推进委员会在大青山被围，陈明等人在激战中牺牲，辛锐两个膝盖骨受重伤。12月17日，辛锐所在驻地被日军包围，转移途中被日军追上，最终拉响手榴弹与敌人同归于尽。

## 纪念
1950年，辛锐与陈明遗骨被移入位于山东省沂南县双堠乡梭庄村的梭庄烈士陵园（今大青山革命烈士陵园，位于双堠镇东梭庄村），辛锐烈士墓旧址前临山溪背依鹅头岭。1977年在辛锐墓前建立墓碑，后又在山溪东岸新建六角碑亭，亭内石碑正面镌刻“辛锐烈士纪念碑”。1986年，经山东省政府批准，陈明、辛锐迁葬于临沂华东革命烈士陵园。
1992年8月，山东省济南市章丘市辛寨镇（今属刁镇）建立辛锐中学，该校以辛锐的名字命名，是“章丘十大爱国主义教育基地”之一，经常以多种形式缅怀辛锐。
2014年9月1日，中华人民共和国民政部将其列入《第一批著名抗日英烈和英雄群体名录》。
2019年7月1日，山东省济南市章丘区刁镇的辛锐纪念馆开馆，馆内展示了其短暂而壮烈的一生。

## 备注
1. ↑  一作辛淑荷[1]
2. ↑  一说出生于济南[3]
3. ↑  一说辛锐藏在山洞养伤时，被日军发现并用刺刀挑死[8]